# Uniunea artistică pentru cultivarea și popularizarea artelor frumoase
Uniunea artistică pentru cultivarea și popularizarea artelor frumoase a fost o organizație care a luat ființă în ziua de 15 noiembrie 1902 ca urmare a unei inițiative venită din partea unui grup de studenți și a câtorva absolvenți ai Școlii de Arte Frumoase din București. La grupul de inițiativă s-a mai alipit în scurt timp și un grup de studenți ai Școlii de Belle-Arte din Iași.
Ideea de a se constitui o asemenea uniune, a fost sugerată de către profesorii școlii de la București, cu precădere a celor de la secția de arhitectură. George Demetrescu Mirea, care a devenit președintele uniunii a susținut întregul demers de înființare. Motivația profesorilor pentru a se crea o astfel de organizație, consta în dorința acestora de a supraveghea mai strict activitățile extrașcolare ale studenților școlii. De asemenea, profesorii voiau să direcționeze înclinarea celor de la secția de arhitectură către o artă al cărei izvor să fie politica naționalistă. Pe cei de la secția de sculptură și de pictură, profesorii doreau să-i îndepărteze de simpatiile și influențele pe care le generau cei de la Tinerimea artistică. În acest fel, cadrele didactice ale Școlii de Arte Frumoase din București voiau ancorarea elevilor lor în arta de factură academică pe care obișnuiau s-o predea la cursuri.
Pe de altă parte, statutele uniunii stipulau că activitatea organizației trebuia să se deruleze prin ținerea de conferințe populare atât în București, cât și în provincie. Societatea urma să facă cunoscute artele prin publicații de presă, să facă excursii la monumentele naționale și să contribuie la „... întărirea unui curent pentru crearea unei arte românești" și să lupte „... pentru înlăturarea învechitului sistem, de a adopta și de a ne inspira în artă numai după tot ce e străin".
Activitatea entuziastă a tinerilor a fost la început foarte promițătoare, s-au urmărit două țeluri: strîngerea de fonduri prin subscripție publică, pentru ridicarea unui bust a lui Theodor Aman și ținerea cu regularitate a unui ciclu de conferințe.
Conferințele se țineau săptămânal și erau urmate de concerte, prelegeri emfatice și dans. Prima conferință a avut loc după două zile de la înființarea uniunii, de către Theodor L. Scarlat-Brăila. Subiectul prelegerii a fost despre Viața și operele nemuritorului pictor român Theodor Aman. În continuare a vorbit studenta Maria Vârgolici despre Artă și operele de artă și  Olimpiada Brașoveanu a vorbit despre Rolul femeii în artă. Conferința a mai fost reluată și ulterior datorită interesului pe care studenții l-au acordat subiectelor discutate și mai ales a prelegerii studentului Alexandru Referendaru despre Arhitectura țărilor române.
Activitatea uniunii pentru anul 1903 a fost promițătoare, fapt care a dat mari speranțe pentru activitatea ce urma s-o întreprindă în anii viitori. După trecerea vacanței de iarnă, uniunea a mai ținut două conferințe, după care și-a încetat activitatea din cauze necunoscute astăzi.